# Ibá de Oxóssi

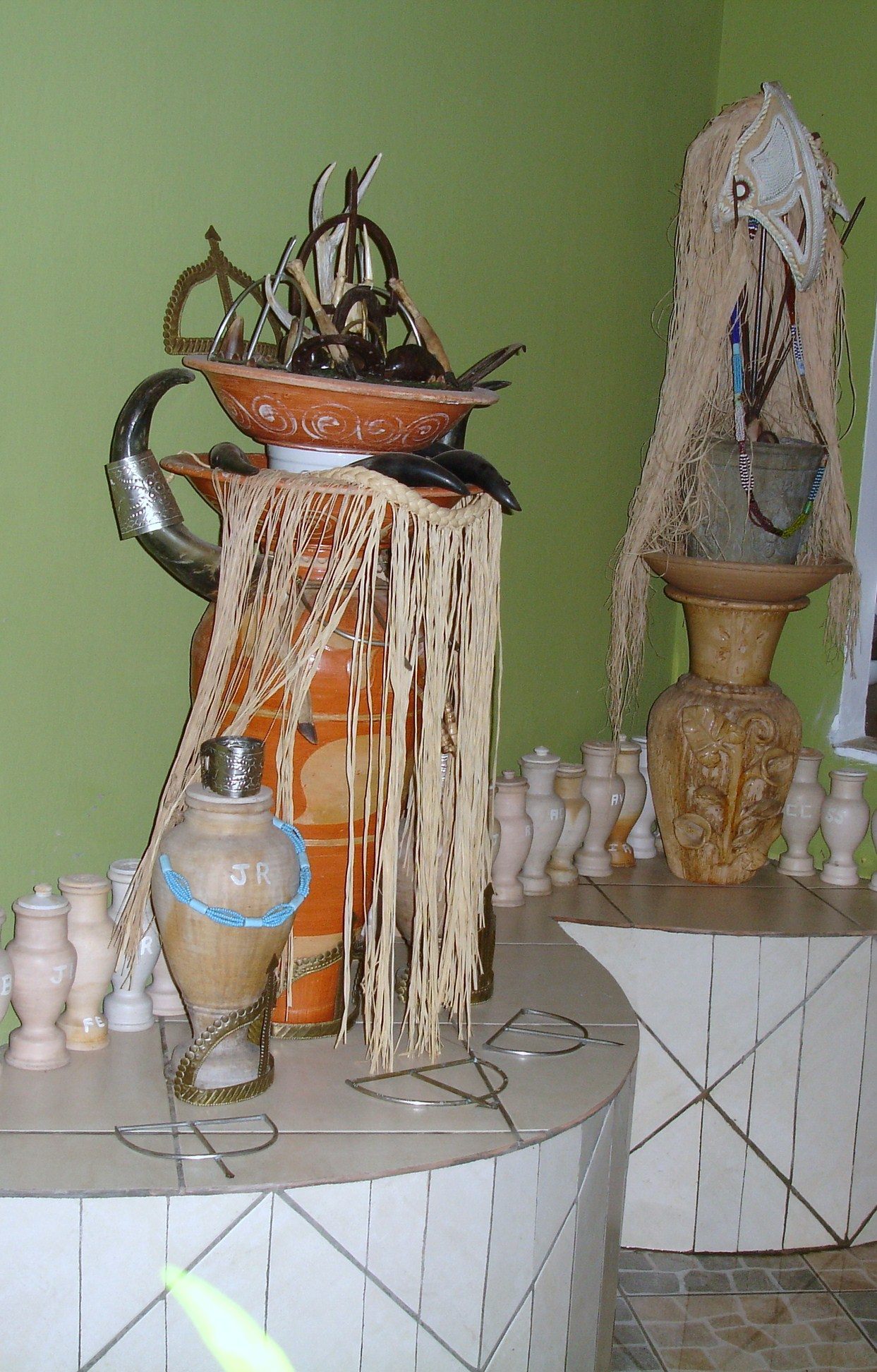
Assentamento de Oxóssi. No candomblé do Ilê Axé Ijino Ilu Oróssi

Ibá de Oxóssi (em iorubá: Igba Ọ̀ṣọ́ọ̀sì) ou assentamento de Oxóssi como é chamado popularmente pelo povo de santo, são construídos de duas formas, todavia as duas formas são semelhantes no que se refere a um artefato de ferro em forma de arco e flecha denominado de ofá e um otá de cor escura.

## Diferença
O ofá é fixado numa haste do mesmo metal, com base arredondada para que o conjunto possa ficar em pé dentro de uma alguidar ou qualquer outro recipiente de barro. A grande diferença é que alguns assentamentos são confeccionados com uma mistura especial de argamassa, contendo vários elementos do reino animal, vegetal e mineral como folha sagrada, oguê, iruquerê, rabo de tatu, chifre de veado e o ofá fixado nesta mistura sagrada.